# مهسا احمدی
مهسا احمدی (زاده ۲۳ مهر ۱۳۶۸، کرج) بدل‌کار ایرانی مقیم ایالات متحده آمریکا است.

## زندگی‌نامه
مهسا احمدی که فارغ‌التحصیل رشتهٔ تربیت بدنی است از ۵ سالگی ژیمناستیک را شروع کرد و به مدت ۱۱ سال قهرمان ژیمناستیک دختران ایران بود. وی در ۱۷ سالگی به عنوان اولین دختر بدل‌کار ایران در گروه بدلکاران ۱۳ فعالیت خود را آغاز کرد. مهسا عضو فعال انجمن بدل‌کاران هالیوود است.

## ورزش‌های کار کرده
ژیمناستیک- پاراگلایدر - سقوط آزاد از هواپیما- بیس جامپ - ووشو

## رکوردها
- اولین سقوط آزاد زنان ایران (ارتفاع ۲۰۰۰ متر)
- اولین بیس جامپ (پرش از یک سکوی ثابت) زنان
- نخستین چترباز زن جمهوری اسلامی[۶]
- اولین دختر بدل‌کار ایران
- اولین مربی تونل باد ایران
- اولین اسکای دایور دختر ایران بعد از انقلاب اسلامی
- اولین مربی بانجی جامپینگ بانوان
- اولین پرش برای افتتاح دکل گنج‌نامهٔ همدان
- اولین پرش برای افتتاح دکل بوستان ولایت تهران

## جوایز
- برندهٔ جایزه Screen actor guild award سال ۲۰۱۲ از هالیوود برای فیلم اسکای فال (جیمز باند)
- برندهٔ جایزه کریستال اوارد (بهترین بدل‌کاری) ۲۰۱۵ از اکشن ایکن هالیوود
- دختر نمونهٔ ایران در سال‌های ۸۷، ۸۸، ۸۹

## اسپانسرها
- کمپانی بدل‌کاری هالیوود (Stuntlab) به ریاست Lane Leavitt
- کمپانی Ultimatearm به ریاست George peters